# Communauté de communes Les Balmes Dauphinoises
Die Communauté de communes les Balmes Dauphinoises ist ein ehemaliger französischer Gemeindeverband mit Rechtsform einer Communauté de communes im Département Isère, dessen Verwaltungssitz sich in dem Ort Saint-Chef befand. Die Balmes Dauphinoises bezeichnen eine von mehreren parallelen Hügelketten durchzogene Ebene zwischen Bourgoin-Jallieu und dem Rhônetal.
Der Gemeindeverband bestand aus acht Gemeinden auf einer Fläche von 97,3 km2.

## Aufgaben
Zu den vorgeschriebenen Kompetenzen gehörten die Entwicklung und Förderung wirtschaftlicher Aktivitäten und des Tourismus sowie die Raumplanung auf Basis eines Schéma de Cohérence Territoriale. Der Gemeindeverband betrieb die Straßenmeisterei und die Müllabfuhr und -entsorgung. Zusätzlich förderte der Verband Kulturveranstaltungen und bestimmte die Wohnungsbaupolitik.

## Historische Entwicklung
Ende 1993 gegründet, bestand der Gemeindeverband zunächst aus den Gemeinden Montcarra, Saint-Chef, Salagnon, Trept und Vignieu. Im Jahr 2001 traten die Gemeinden Saint-Hilaire-de-Brens, Saint-Marcel-Bel-Accueil und Vénérieu bei.
Mit Wirkung vom 1. Januar 2017 fusionierte der Gemeindeverband mit der Communauté de communes de l’Isle-Crémieu und der Communauté de communes du Pays des Couleurs und bildete so die Nachfolgeorganisation Communauté de communes Les Balcons du Dauphiné.

## Ehemalige Mitgliedsgemeinden
Folgende acht Gemeinden gehören der Communauté de communes les Balmes Dauphinoises an:
| Gemeinde                 | Einwohner 1. Januar 2022 | Fläche km² | Dichte Einw./km² | Code INSEE | Postleitzahl |
| ------------------------ | ------------------------ | ---------- | ---------------- | ---------- | ------------ |
| Montcarra                | 606                      | 4,9        | 124              | 38250      | 38890        |
| Saint-Chef               | 3.910                    | 27,2       | 144              | 38374      | 38890        |
| Saint-Hilaire-de-Brens   | 605                      | 7,5        | 81               | 38392      | 38460        |
| Saint-Marcel-Bel-Accueil | 1.507                    | 18,2       | 83               | 38415      | 38080        |
| Salagnon                 | 1.484                    | 8,2        | 181              | 38467      | 38890        |
| Trept                    | 2.097                    | 15,9       | 132              | 38515      | 38460        |
| Vénérieu                 | 975                      | 6,0        | 163              | 38532      | 38460        |
| Vignieu                  | 961                      | 9,4        | 102              | 38546      | 38890        |